# Julia Bonds
Julia Bonds (27 tháng 8 năm 1952 – 3 tháng 1 năm 2011) là một nhà hoạt động môi trường người Mỹ ở dãy Appalachia của tiểu bang Tây Virginia, làm giám đốc tổ chức "Coal River Mountain Watch".
Bà đã được thưởng Giải Môi trường Goldman năm 2003, cho vai trò lãnh đạo việc đấu tranh chống lại phương pháp thực hành đào mỏ lộ thiên gọi là mountaintop removal mining ở dãy núi Appalachian.